# La Taverne de la Jamaïque
Pour plus de détails, voir Fiche technique et Distribution.
La Taverne de la Jamaïque (Jamaica Inn), aussi connu sous le titre L'Auberge de la Jamaïque, est un film britannique réalisé par Alfred Hitchcock, sorti en 1939. Il est adapté du roman L'Auberge de la Jamaïque de Daphné du Maurier.

## Synopsis
En ce début du XIXe siècle, la Taverne de la Jamaïque, située sur la côte de Cornouailles et tenue par les époux Joss et Patience Merlyn, a très mauvaise réputation. Ses clients ont la fâcheuse habitude de masquer la lumière du phare voisin par gros temps et, ainsi, de faire échouer les navires sur les récifs, pour pouvoir ensuite piller les épaves en veillant à ce qu'il n'y ait aucun survivant donc aucun témoin. Sir Humphrey Pengallan, le juge de paix local, dirige indirectement le groupe et notamment l'informe du passage des navires.
Mary Yellan, ayant perdu sa mère (dernier membre de sa famille en Irlande), rejoint en Angleterre sa tante Patience, l'épouse de l'aubergiste. Elle découvre la bande de naufrageurs et pilleurs d'épaves qui fréquente les lieux.
Après une brève dispute entre les membres du gang, Jem Trehearne, qui fait partie du groupe depuis à peine deux mois, est soupçonné de détourner une partie des pillages et rapidement condamné à être pendu. Mary parvient in extremis à couper la corde et à le libérer, et tous deux doivent s'enfuir.

## Fiche technique
- Titre : La Taverne de la Jamaïque
- Titre original : Jamaica Inn
- Réalisation : Alfred Hitchcock
- Scénario : Sidney Gilliat et Joan Harrison, d'après le roman de Daphné du Maurier
- Musique : Eric Fenby
- Photographie : Harry Stradling Sr. et Bernard Knowles
- Montage : Robert Hamer
- Production : Erich Pommer et Charles Laughton
- Pays de production :  Royaume-Uni
- Format : noir et blanc
- Genre : aventure, drame en costumes
- Durée : 108 minutes
- Dates de sortie : 
  - Royaume-Uni : 15 mai 1939
  - France : 20 juillet 1939
  - États-Unis : 11 octobre 1939 (sortie limitée : New York)

## Distribution
- Charles Laughton : Sir Humphrey Pengallan
- Maureen O'Hara (VF : Renée Simonot) : Mary Yellan
- Robert Newton (VF : Robert Dalban) : James « Jem » Trehearne
- Emlyn Williams : Harry, le colporteur
- Leslie Banks : Joss Merlyn
- Marie Ney : Patience Merlyn, épouse de Joss et tante de Mary
- Horace Hodges : Chadwick
- Hay Petrie : Sam
- Frederick Piper : Davis
- Wylie Watson : Salvation Watkins
- Morland Graham : Sydney, avocat en affaires maritimes
- Edwin Greenwood : Dandy
- Mervyn Johns : Thomas
- Stephen Haggard : le garçon
- Herbert Lom : locataire
- Clare Greet : Mme Marney, locataire
- William Devlin : locataire
- Jeanne de Casalis : amie de Sir Humphrey
- Mabel Terry-Lewis : amie de Sir Humphrey
- A. Bromley Davenport : ami de Sir Humphey
- George Curzon : ami de Sir Humphrey
- Basil Radford : ami de Sir Humphrey

Acteurs non crédités
- Robert Adair : le capitaine Murray
- Marie Ault : passagère de la diligence
- O. B. Clarence : passager de la diligence
- John Longden : le capitaine Johnson
- Aubrey Mather : cocher

## Autour du film
- Le film présente un certain nombre de différences avec le roman de Daphné du Maurier ; dans le roman, le mystérieux « cerveau », qui dirige en sous-main la bande de naufrageurs dont le chef apparent est Joss Merlyn, est un homme d'église : le vicaire de la paroisse cornouaillaise d'Altarnun. Daphné du Maurier avait d'ailleurs eu de longues conversations avec le véritable vicaire d'Altarnun (qui la documenta sur les naufrageurs de Cornouailles) lors du séjour estival qu'elle fit dans ce village en 1935 et qui lui inspira le roman. Il est possible que la décision de faire du « méchant » de l'histoire un squire (gentilhomme campagnard) et juge de paix local (le personnage de Sir Pengallan, joué par Charles Laughton) ait été motivée par des craintes concernant la réception du film aux États-Unis où il était socialement inacceptable de présenter un prêtre criminel. Un parallèle peut être fait avec les versions hollywoodiennes de Notre Dame de Paris, dans lesquelles Claude Frollo n'est plus archidiacre de Notre-Dame, mais un juge de paix.

- Alfred Hitchcock explique dans un livre d'entretiens avec François Truffaut que les grandes libertés prises par rapport au roman de Daphné du Maurier venaient du fait que Charles Laughton, acteur principal et coproducteur du film, voulait être présent dès le début de l'histoire. Par ailleurs, Hitchcock n'était pas satisfait de la qualité de son film, dégradée selon lui en raison d’un travail difficile avec les acteurs et d’une construction risquant de nuire à la vraisemblance[1].
- De même, le personnage de Treharne, le courageux inspecteur des garde-côtes, qui a infiltré la bande de naufrageurs n'existe pas dans le roman, où Mary Yellan s'éprend du jeune frère de Joss, Jem Merlyn, un naufrageur lui aussi, mais beaucoup moins endurci que Joss. Il s'avère amendable et s'enfuit avec Mary à la fin du roman, emportant à l'aventure leurs maigres biens dans une charrette à cheval. Un tel personnage de "bandit bien aimé" aurait heurté frontalement le très sourcilleux Code Hays qui stipulait très clairement que les criminels ne devaient pas être représentés sous un jour favorable et que force devait rester à la loi à la conclusion du film.
- Selon l'analyse du film parue dans Critikat[1], il s'agit d'un whodunit. Pourtant, à la différence du roman, l'identité du grand coupable, interprété par Charles Laughton, nous est très vite révélée.
- Ces nombreuses différences avec l'oeuvre littéraire expliquent sans doute le fait que les diffuseurs français du film n'aient pas souhaité le réintituler L'Auberge de la Jamaïque[réf. nécessaire].